# Płyńcie łzy moje, rzekł policjant
Płyńcie łzy moje, rzekł policjant (tyt. oryg. ang. Flow My Tears, The Policeman Said) – powieść science fiction amerykańskiego pisarza Philipa K. Dicka. Została napisana w 1970, a pierwszy raz wydana w 1974.
W 1975 roku powieść otrzymała nagrodę Campbella za najlepszą powieść science fiction i była nominowana do nagród Nebula i Hugo.

## Fabuła
Po wojnie domowej w Stanach Zjednoczonych obywatele poddawani są szczegółowej obserwacji przez wszechobecną policję. Znany piosenkarz i gwiazda telewizji Jason Taverner budzi się jednego dnia, w którym nagle okazuje się, że pomimo sławy, nikt go nie rozpoznaje. Co więcej – nie ma przy sobie żadnych dokumentów i nie figuruje w żadnych rejestrach. Zaczyna się nim interesować policja. Ukrywając się przed nią – rozpoczyna zupełnie nowe życie, w którym stara się w ukryciu odnaleźć swoją tożsamość.